# Katedra św. Dominika w Fuzhou
Katedra św. Dominika w Fuzhou (chiń. 福州圣多明我主教座堂; pinyin Fúzhōu shèng Duōmíngwǒ zhǔjiào zuòtáng) – katedra katolicka znajdująca się w mieście Fuzhou w prowincji Fujian w południowych Chinach, nad rzeką Min Jiang.
Pierwszy kościół został wzniesiony w 1863 roku przez hiszpańskich misjonarzy dominikańskich. W 1932 roku na jego miejscu wzniesiono większą, istniejącą do dziś świątynię. Zbudowana na planie krzyża łacińskiego neogotycka budowla zajmuje powierzchnię 1371,4 m². Jej front wieńczy wysoka na 9,5 metra wieża z dzwonem. We wnętrzu może zmieścić się do 2000 wiernych. Od utworzenia w 1946 roku diecezji Fuzhou kościół pełni funkcję katedry.
Po utworzeniu Chińskiej Republiki Ludowej katedrę przejęło Patriotyczne Stowarzyszenie Katolików Chińskich. Po rozpoczęciu rewolucji kulturalnej w 1966 roku kościół został zamknięty, a jego wnętrze zaadaptowano na fabrykę baterii. W 1985 roku świątynia została zwrócona wspólnocie katolickiej i ponownie otwarta dla wiernych.
W 2008 roku w związku z budową nowej miejskiej arterii dokonano relokacji budynku przykatedralnej plebanii. Dwupiętrowy budynek, ważący 1500 ton, został obrócony o 90° i przesunięty 75 metrów na południe, by zwolnić miejsce pod nowo budowaną drogę.